# 太公山紅軍遺址群
太公山紅軍遺址群位於四川省廣元市元壩區，文物遺址年代判定為1933-1935年。2002年12月27日公佈為四川省第六批省級文物保護單位。